# Pagodano
Il pagodano è un idrocarburo policiclico avente formula bruta C20H20. Il suo nome deriva dalla somiglianza della sua formula di struttura ad una pagoda.
A temperatura e pressione ambiente si presenta sotto forma di solido cristallino solubile in benzene e cloroformio.
Con il termine pagodani si indicano inoltre la classe di composti derivati che al posto dei gruppi =CH2 ai quattro vertici più esterni della struttura presentano catene idrocarburiche di differente lunghezza. Tali composti sono indicati in generale come [m.n.p.q]pagodane, dove gli indici m, n, p e q indicano i numeri di carboni delle catene presenti ai vertici.